# Charles Saunders (Admiral)

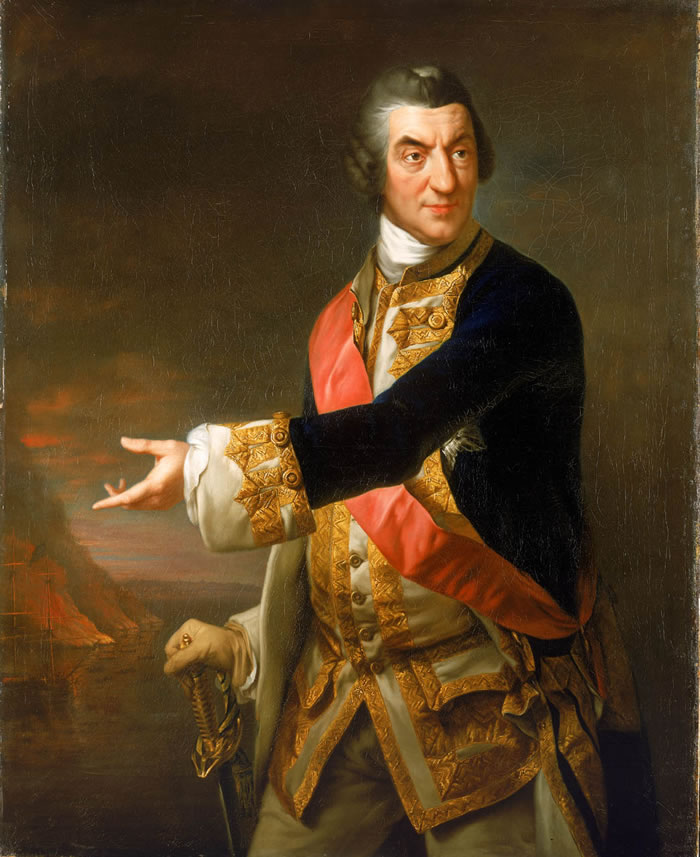
Admiral Sir Charles Saunders

Sir Charles Saunders, KB (* um 1715; † 7. Dezember 1775 in London) war ein britischer Marineoffizier und Politiker, zuletzt im Rang eines Admiral of the Blue.

## Geschichte
Saunders trat 1727, als Vierzehnjähriger, in die Royal Navy ein. Ab 1729 diente er als Midshipman auf den Schiffen Seahorse und Hector. Nach Bestehen der Offiziersprüfung im Juni 1734 wurde er im folgenden November zum Lieutenant befördert und zwischen Juli und August 1739 auf dem Linienschiff Sunderland als Zweiter Leutnant eingesetzt. Im März 1740 erhielt er die Beförderung zum Commander und mit der Sloop Trial sein erstes eigenes Kommando. Im Oktober 1741 wurde er zum Captain befördert und erhielt das Kommando über das kleine Schiff Trial Prize. Während des Österreichischen Erbfolgekriegs kommandierte er 1747 in der Zweiten Seeschlacht am Kap Finisterre ein Linienschiff. 1756 zum Rear Admiral of the Blue und 1759 zum Vice Admiral of the Blue befördert. Während des Siebenjährigen Krieges kommandierte er 1759 die Flotte, die James Wolfes Armee nach Québec brachte, wodurch er die Belagerung der Stadt ermöglichte. Daraufhin sicherte er den Sieg des gefallenen Generals nach der Schlacht auf der Abraham-Ebene. Von 1750 bis zu seinem Lebensende war er Mitglied des britischen House of Commons, 1750 bis 1754 als Abgeordneter für Plymouth, 1754 bis 1775 für Hedon. 1761 wurde er als Knight Companion des Order of the Bath geadelt. 1762 wurde er Vice Admiral of the White und 1770 zum Admiral of the Blue befördert. 1766 hatte er das Amt des Ersten Lords der Admiralität inne.
Nach ihm sind Saunders Island, eine unbewohnte Insel im Südatlantik, sowie Kap Saunders an der Nordküste Südgeorgiens benannt.